# Hordeum vulgare distichon
L'orzo francese o scandella (Hordeum vulgare subsp. distichon (L.) Körn., 1882) è una pianta angiosperma monocotiledone appartenente alla famiglia delle Poaceae (o Gramineae, nom. cons.).

## Etimologia
Il nome generico (Hordeum) è un nome romano dell'orzo. L'epiteto specifico (distichon) deriva da una parola greca "distichos" (= in due file) ed è relativo alle spighette portate su due file delle infiorescenze di questa pianta.
Il nome scientifico della specie è stato definito da Linneo (1707 – 1778), biologo svedese considerato il padre della moderna classificazione scientifica degli organismi viventi, nella pubblicazione "Species Plantarum" (Sp. Pl. 1: 85 - 1753) del 1753.

## Descrizione

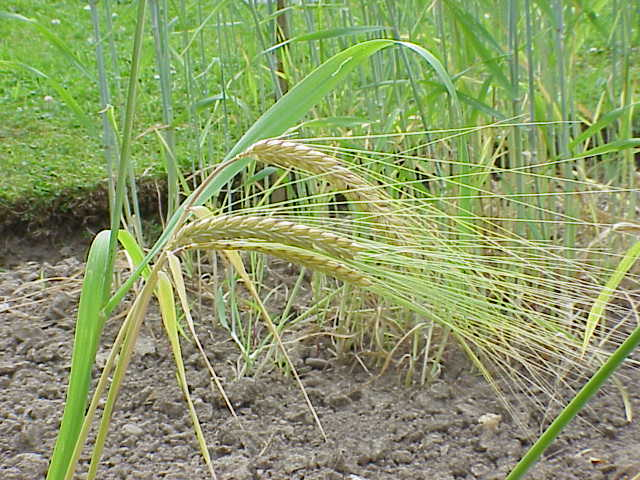
Il portamento

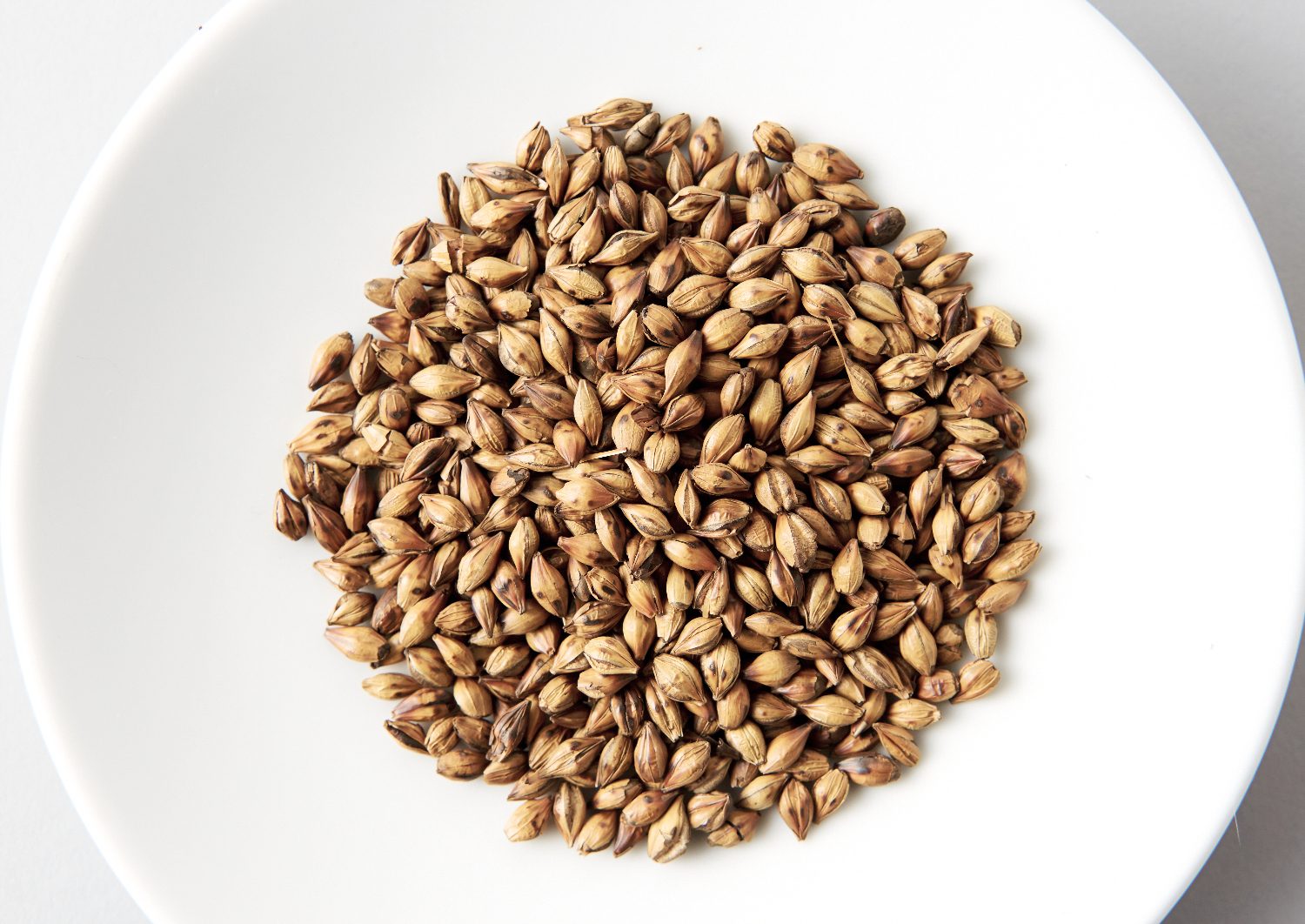
I frutti

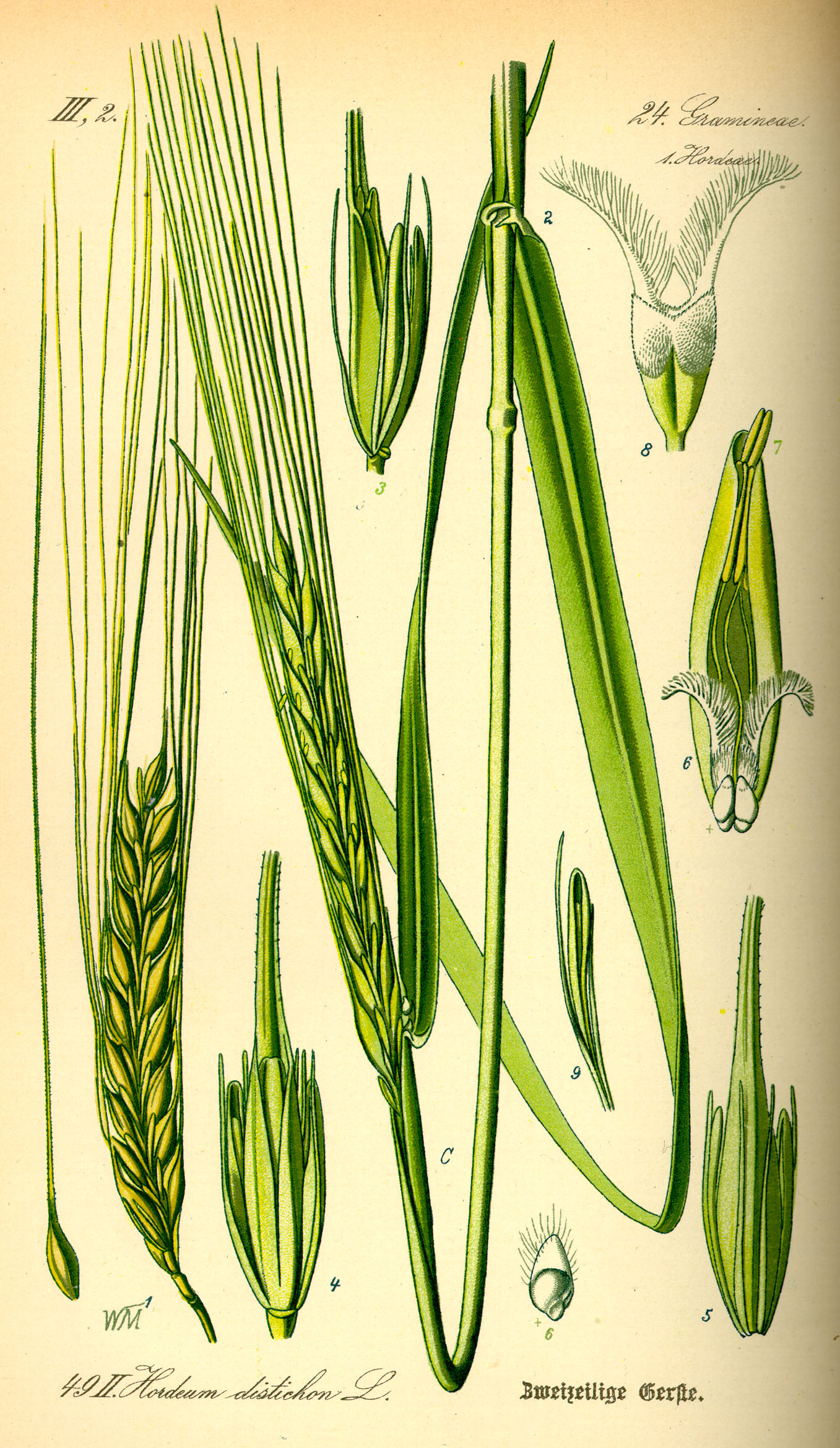

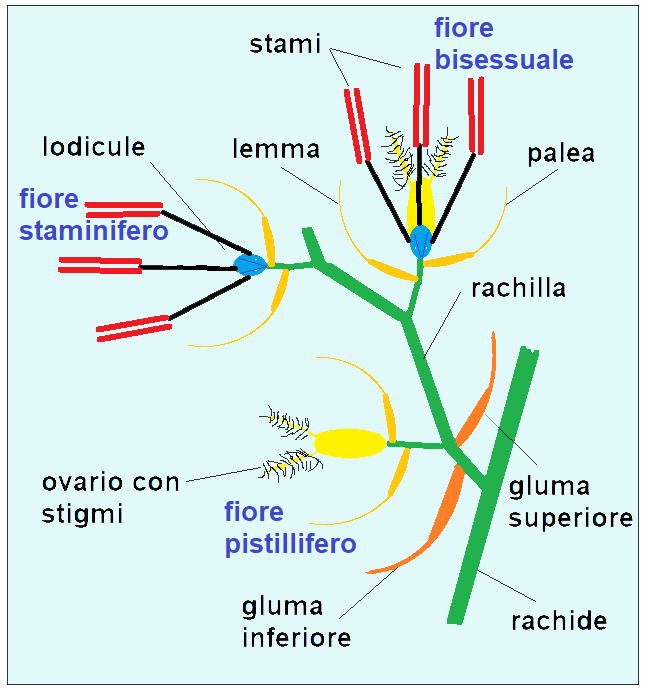
Spighetta generica con tre fiori diversi

Queste piante arrivano ad una altezza di 6 - 9 dm. La forma biologica è terofita scaposa (T scap), ossia in generale sono piante erbacee che differiscono dalle altre forme biologiche poiché, essendo annuali, superano la stagione avversa sotto forma di seme e sono munite di asse fiorale eretto e spesso privo di foglie.

### Radici
Le radici sono avventizie fascicolate.

### Fusto
La parte aerea consiste in un culmo. I fusti, con 5 o 6 nodi, sono eretti o ginocchiati alla base; la superficie è liscia e glabra.

### Foglie
Le foglie lungo il culmo sono disposte in modo alterno, sono distiche e si originano dai vari nodi. Sono composte da una guaina, una ligula e una lamina. Le venature sono parallelinervie. Non sono presenti i pseudopiccioli e, nell'epidermide delle foglia, le papille. 
- Guaina: la guaina è abbracciante il fusto; sono presenti dei padiglioni auricolari; la guaina è più corta del relativo internodo.
- Ligula: la ligula, in genere con apice troncato e membranosa, è subnulla; i bordi sono dentellati.
- Lamina: la lamina, a consistenza rigida, ha delle forme lineari-lanceolate e può essere convoluta; l'apice è acuminato con punte indurite. Dimensione delle lamine: larghezza 7 – 8 mm; lunghezza 10 – 20 cm.

### Infiorescenza
Infiorescenza principale (sinfiorescenza o semplicemente spiga): le infiorescenze, di tipo racemoso terminale (un racemo per infiorescenza), hanno la forma di una spiga eretta e densa formata da diverse spighette. Le spighette sono strettamente embricate, disposte su due serie. La spiga è appiattita con uguale larghezza sia alla base che all'apice e con delle reste parallele lunghe fino a 12 cm; quelle centrali sono fertili e sessili, le laterali sono sterili e pedicellate. Nella varietà zeocriton  le reste sono divaricate a ventaglio. La fillotassi dell'inflorescenza inizialmente è a due livelli (o a due ranghi), anche se le successive ramificazioni la fa apparire a spirale. Il rachide è flessibile con margini pubesenti. Lunghezza della spiga: 6 – 12 cm.

### Spighetta
Infiorescenza secondaria (o spighetta): le spighette, compresse lateralmente con forme da ellittiche a oblunghe, sottese da due brattee distiche e strettamente sovrapposte chiamate glume (inferiore e superiore), sono formate da un fiore. Alla base di ogni fiore sono presenti due brattee: la palea e il lemma. La disarticolazione avviene con la rottura della rachilla sotto ogni fiore fertile; oppure può cadere l'intera spighetta. 
- Glume: le glume, persistenti, sono subuguali, con forme oblanceolate-bilobe; sono carenate ed hanno 5 - 7 nervature longitudinali. Dimensione delle glume: larghezza 0,5 mm; lunghezza 5 mm.
- Palea: la palea è un profillo lanceolato con alcune venature e margini cigliati.
- Lemma: il lemma ha una forma lanceolata mutica, ottusa o biloba con resta. Lunghezza: 8 – 10 mm.

### Fiore
I fiori fertili sono attinomorfi formati da 3 verticilli: perianzio ridotto, androceo  e gineceo.
- Formula fiorale:[7]

*, P 2, A (1-)3(-6), G (2–3) supero, cariosside.
- Il perianzio è ridotto e formato da due lodicule, delle squame traslucide, poco visibili (forse relitto di un verticillo di 3 sepali). Le lodicule sono membranose e non vascolarizzate.
- L'androceo è composto da 3 stami ognuno con un breve filamento libero, una antera sagittata e due teche. Le antere (lunghe 3,5 – 7 mm) sono basifisse con deiscenza da una fessura laterale longitudinale. Il polline è monoporato.
- Il gineceo è composto da 3-(2) carpelli connati formanti un ovario supero. L'ovario, pubescente all'apice, ha un solo loculo con un solo ovulo subapicale (o quasi basale). L'ovulo è anfitropo e semianatropo e tenuinucellato o crassinucellato. Lo stilo, che si origina dal lato abassiale dell'ovario, è breve con due stigmi papillosi e distinti.
- Fioritura: da (maggio) giugno a luglio.

### Frutti
I frutti sono dei cariosside, ossia sono dei piccoli chicchi indeiscenti avvolti dalle glume, con forme da ovate a oblunghe, nei quali il pericarpo è formato da una sottile parete che circonda il singolo seme. In particolare il pericarpo è fuso al seme ed è aderente. L'endocarpo non è indurito e l'ilo è lungo e lineare. L'embrione è provvisto di epiblasto; ha inoltre un solo cotiledone altamente modificato (scutello senza fessura) in posizione laterale. I margini embrionali della foglia non si sovrappongono. L'endosperma è farinoso. Dimensione del cariosside: 4 x 10 mm.

## Biologia
Come gran parte delle Poaceae, le specie di questo genere si riproducono per impollinazione anemogama. Gli stigmi più o meno piumosi sono una caratteristica importante per catturare meglio il polline aereo. La dispersione dei semi avviene inizialmente a opera del vento (dispersione anemocora) e una volta giunti a terra grazie all'azione di insetti come le formiche (mirmecoria). In particolare i frutti di queste erbe possono sopravvivere al passaggio attraverso le budella dei mammiferi e possono essere trovati a germogliare nello sterco.

## Distribuzione e habitat
- Geoelemento: il tipo corologico (area di origine) è Sud Ovest Asiatico. Uno dei più antichi cereali coltivati in Europa, originario dell'Iran e del Pamir.[8]
- Distribuzione: in Italia è presente soprattutto nelle zone montane su terreni poveri. In genere è una pianta considerata "esotica naturalizzata".[16]
- Habitat: gli habitat tipici sono le colture, ma anche gli ambienti ruderali, aree abbandonate, scarpate e luoghi calpestati. Il substrato preferito è calcareo ma anche siliceo con pH neutro, alti valori nutrizionali del terreno che deve essere mediamente umido.[17]
- Distribuzione altitudinale: sui rilievi queste piante si possono trovare fino a quote montane (circa 2,000 m s.l.m.).

## Tassonomia
La famiglia delle Poacee comprende circa 800 generi e oltre 9.000 specie. È una delle famiglie più numerose e più importanti del gruppo delle monocotiledoni. La famiglia è suddivisa in 12 sottofamiglie, il genere Hordeum  fa parte della sottofamiglia Pooideae, tribù Hordeeae.

### Filogenesi
Il genere Hordeum fa parte della tribù Hordeeae (supertribù Triticodae T.D. Macfarl. & L. Watson, 1982). La supertribù Triticodae comprende tre tribù: Littledaleeae, Bromeae e Hordeeae. All'interno della supertribù, la tribù Hordeeae forma un "gruppo fratello" con la tribù Bromeae.
Il genere Hordeum comprende solamente piante poliploidi con i genomi designati "H, I, X, e Y". Inoltre questo genere è stato soggetto ad una "evoluzione reticolata" per fenomeni di ibridazione, o per il trasferimento orizzontale di geni ma anche per l’endosimbiosi.
Questa sottospecie fa parte di un gruppo eterogeneo di cerali coltivati (per alimento o foraggio) collegati alla specie Hordeum vulgare L.. Pignatti, di questo gruppo, appartenenti alla flora italiana, descrive le seguenti entità:
- Hordeum vulgare L. - Orzo: la spiga, in sezione, ha una forma quadrangolare-circolare; la spiga è breve (lunga 4 – 6 cm) con cariossidi disposti su quattro file.
- Hordeum hexastichum L. - Orzo maschio: la spiga, in sezione, ha una forma quadrangolare-circolare; la spiga è lunga 6 – 10 cm con ariossidi disposti su sei file. Attualmente questa entità è un sinonimo di H. vulgare.[21]
- Hordeum zeocriton L. - Orzo di Germania: la spiga, in sezione, ha una forma appiattita; la spiga è breve (lunga 4 – 6 cm) con reste divaricate a ventaglio. Attualmente questa entità è un sinonimo di H. distichon.[22]
- Hordeum distichon L. - Orzo francese: la spiga, in sezione, ha una forma appiattita; la spiga è lunga 6 – 12 cm.

### Sinonimi
Questa entità ha avuto nel tempo diverse nomenclature. L'elenco seguente indica alcuni tra i sinonimi più frequenti:
- Hordeum anglicum Gand.
- Hordeum bohemicum R.E.Regel
- Hordeum chevalieri R.E.Regel
- Hordeum colchicum R.E.Regel
- Hordeum deficiens Steud. ex A.Braun
- Hordeum elisabethpolense R.E.Regel
- Hordeum eriwanense R.E.Regel
- Hordeum europaeum R.E.Regel
- Hordeum germanicum R.E.Regel
- Hordeum glabrum R.E.Regel
- Hordeum imberbe Ard. ex Roem. & Schult.
- Hordeum irregulare Åberg & Wiebe
- Hordeum kentii R.E.Regel
- Hordeum korshinskianum R.E.Regel
- Hordeum laxum R.E.Regel
- Hordeum lenkoranicum R.E.Regel
- Hordeum monticola R.E.Regel
- Hordeum nudideficiens R.E.Regel
- Hordeum praecocius R.E.Regel
- Hordeum princeps R.E.Regel
- Hordeum richardsonii R.E.Regel
- Hordeum scandinavicum R.E.Regel
- Hordeum suecicum R.E.Regel
- Hordeum turkestanicum R.E.Regel
- Hordeum vilmorianum R.E.Regel
- Hordeum volhynicum R.E.Regel
- Hordeum vulgare subsp. deficiens (Steud. ex A.Braun) Á.Löve
- Hordeum vulgare subsp. distichon (L.) Körn.
- Hordeum werneri R.E.Regel
- Hordeum wolgense R.E.Regel
- Hordeum zeocriton L.
- Zeocriton commune P.Beauv.
- Zeocriton distichon (L.) P.Beauv.
- Zeocriton vulgare Gray